# Lamù - Boy Meets Girl: Un ragazzo, una ragazza
Lamù - Boy Meets Girl: Un ragazzo, una ragazza (うる星やつら5 完結篇?, Urusei Yatsura go - Kanketsuhen, lett. "Urusei Yatsura 5: Capitolo finale"), è un film d'animazione del 1988 diretto da Satoshi Dezaki.
Si tratta del quinto film cinematografico ispirato ai personaggi di Lamù creati da Rumiko Takahashi.
Realizzato due anni dopo la conclusione della serie televisiva, è l'unico dei film cinematografici dedicati a Lamù, ad essere tratto da una serie di capitoli del manga - per la precisione l'ultimo volumetto (il che lo rende una versione animata del vero finale della serie), se non si tiene conto di Lamù - Beautiful Dreamer che era vagamente ispirato ad un episodio del manga: si tratta, quindi, del finale della serie TV.
In Italia è stato pubblicato in homevideo prima in VHS, nel 1996, e successivamente in DVD da Yamato Video. In televisione è stato trasmesso sul canale Man-ga di Sky.

## Trama
Dopo essere stato scongelato da un sonno durato decine di anni, il nonno di Lamù ricorda che in giovinezza aveva promesso in sposa la propria nipote, a Rupa, il nipote di un mercante, che l'aveva ricattato per aiutarlo in un momento di difficoltà. Ma il momento che il nipote del mercante sposi Lamù è arrivato, e le cose potrebbero volgere al peggio. Tuttavia Lamù per far ingelosire Ataru gli fa credere di essere d'accordo con il matrimonio combinato. Ataru, in seguito ad una furiosa lite con la fidanzata, gli urla di odiarla, e Lamù fugge via, trasferendosi da Rupa che nel frattempo si era innamorato, ricambiato, della violenta Carla. Le liti fra le due coppie di fidanzati finiscono per degenerare, con effetti disastrosi sulla Terra. Affinché la normalità sia ripristinata, Lamù pretende che Ataru gli dica di amarla, o eventualmente riesca ad afferrarla per le corna (così come era successo nel primo episodio della serie). Se Ataru, che assolutamente non intende rivelare alla ragazza i propri sentimenti, non riuscirà nell'impresa, i ricordi dei terrestri relativi a Lamù e a tutti i suoi amici alieni verranno cancellati.